# 马志明 (数学家)
马志明（1948年1月25日—），男，籍贯山西交城，生于四川成都，中国数学家。中国科学院数学与系统科学研究院应用数学研究所研究员，国家“973”计划重点基础研究发展规划“核心数学的前沿问题”项目首席科学家。曾任中国数学会理事长。

## 生平
1978年毕业于重庆师范学院数学系。1981年获中国科学院研究生院数学硕士学位。1984年获中国科学院应用数学研究所数学博士学位。1995年获得陈省身数学奖，当选为中国科学院院士。1995年5月，中国数学会第七次代表大会在北京清华大学举行，会议选举产生了77名理事，并召开理事会第一次会议，他出任常务理事、副理事长。1998年当选为第三世界科学院院士。2001年6月，中国科学技术协会第六次全国代表大会召开，并选举其出任第六届全国委员会常务委员。2002年国际数学家大会组委会主席。2005年获得华罗庚数学奖。
2008年，当选第十一届全国政协委员，代表科学技术界，分入第二十九组。